# 芍药白粉菌
芍药白粉菌（学名：Erysiphe paeoniae）是属于白粉菌目白粉菌科白粉菌属的一种真菌，寄生在芍药属植物上。该种分布于中国、欧洲等地。